# Любжа (Любуське воєводство)
Любжа (пол. Lubrza, нім. Liebenau) — село в Польщі, у гміні Любжа Свебодзінського повіту Любуського воєводства.
Населення — 1065 осіб (2011).
У 1975-1998 роках село належало до Зеленогурського воєводства.

## Демографія
Демографічна структура станом на 31 березня 2011 року:
|          | Загалом | Допрацездатний вік | Працездатний вік | Постпрацездатний вік |
| -------- | ------- | ------------------ | ---------------- | -------------------- |
| Чоловіки | 541     | 121                | 373              | 47                   |
| Жінки    | 524     | 96                 | 328              | 100                  |
| Разом    | 1065    | 217                | 701              | 147                  |